# Apelles Pál
Apelles Pál, Paulus Apelles, Paul Apelles von Löwenstern (Igló, 1653 – 1706) iskolaigazgató.

## Élete
Először 1681-ben a sziléziai Ohlauban, azután Modorban volt iskolaigazgató. Latin és német nyelvű verseit a Salae et Viatri tenuis susurrus (Thorn, 1688) és Den Bresthafftig gewesenen Hn. Adami Brestovini wollen beehren nachgesetzte Freunde (Brieg, 1693) kiadványok tartalmazzák.

## Munkái
- Exercitium poetico-anagrammaticum privatum in libros VI. digestum. Brigae, 1684.
- Adoream doctoralem philosophicam cum... Jon. Fred. Weisbeccus... acciperet. Altdorf, 1689.